# Боус, Джером
Джером Боус (также известен как Еремей, англ. Jerome Bowes; умер в 1616) — член английского парламента и посланник английской королевы Елизаветы I в Москву в 1583 году, оставивший описание своего путешествия.

## Биография
В 1582 году Иван Васильевич Грозный отправил в Лондон посольство, во главе которого был поставлен дворянин Федор Писемский для заключения союза с Англией против Польши и для переговоров о женитьбе царя на племяннице королевы — Марии Гастингс. Ни по тому, ни по другому вопросу Писемский ничего не добился от лондонского правительства и в 1583 году вернулся в Москву. С ним Елизавета отправила и Боуса, главною целью посольства которого было настаивать на новом подтверждении всех прежних привилегий Беломорского английского общества и требовать вознаграждения за незаконные поборы и убытки, нанесенные английским купцам, а вместе с тем, он должен был отклонить Иоанна и от союза, и от брака.
Такая миссия создала Джерому Боусу довольно неприятное положение в Москве, ухудшавшееся еще вследствие его «заносчивости и дерзкого поведения». Особенно он много жаловался на притеснения от приставленных к нему кормовщиков и думного дьяка Щелкалова. Но пока был жив Грозный, увлекавшийся мыслью о женитьбе на англичанке, Боус все-таки пользовался некоторым доверием и успел выговорить у царя подтверждение всех торговых привилегий англичан. Но на другой же день по смерти Иоанна, Щелкалов приказал оцепить дом, в котором жил посол, и никого не впускать и не выпускать из него. В таком положении Боус находился 9 недель. Наконец, в мае он был представлен новому царю и получил отпуск, награждённый дарами и грамотою, подтверждающею прежние торговые льготы англичан.
Но ни даров, ни грамоты озлобленный посланник не привез в Лондон, то и другое было им оставлено в Архангельске. В своем донесении Елизавете о переговорах и положении английских купцов в Московском государстве он многое сообщил в ущерб истине, как обнаружилось из посольства Бекмана. Так, он сначала доносил, что англичанам новым царем воспрещено торговать в России, а затем, когда это было опровергнуто Бекманом, говорил, что с англичан берут пошлины, а с других не берут. Хотя и это было отвергнуто Бекманом, тем не менее Елизавета в грамоте к царю, врученной Бекману при его отъезде, называла Боуса человеком рассудительным и искусным в ведении дел и долго еще продолжала его оправдывать перед московским правительством, утверждая, главным образом, то, что «клеветы и противодействие царских слуг рассердили его и заставили забыть о своих обязанностях».
Описание его путешествия помещено у Гаклюйта, под заглавием: «Jerome Bowes voyage and ambassady to the Emperor of Russia in the year 1583». Во втором издании сборника оно носит следующее заглавие: «A brief discourse of the Voyage of Sir Jerome Bowes, Knight, her Majesties Ambassador to Iwan Wassilewich in the year 1583». На русском языке оно неизвестно ни в целом переводе, ни в извлечениях.
См. о нем Аделунга — «Uebersicht der Reisenden» и ст. Мартенса в «Русской Мысли», 1891 г., № 2: «Дипломатические сношения России с Англией».